# Dennis DS
Dennis DS — среднетоннажный пожарный автомобиль, выпускаемый компанией Dennis Specialist Vehicles с 1979 по 1991 год. Вытеснен с конвейера моделью Dennis Dagger.

## История
За основу автомобиля Dennis DS был взят автомобиль серии Dennis RS/SS. От него Dennis DS отличается колёсной базой, укороченной до 3280 мм.
Автомобиль эксплуатировался в Чешире, Хартфордшире, Дареме и Дублине. Восемь из них эксплуатировались в Норт-Йоркшире и Гэмпшире (HCB Angus).
Производство завершилось в 1991 году.